# マリア・テレサ・フォン・ポルトゥガル
マリア・テレサ・フォン・ポルトゥガル（Maria Teresa von Portugal, 1855年8月24日 - 1944年2月12日）は、オーストリア大公カール・ルートヴィヒ（皇帝フランツ・ヨーゼフ1世の弟）の3度目の妃。ポルトガル語名マリア・テレザ・デ・ブラガンサ（Maria Teresa de Bragança）。

## 生涯
ポルトガルの廃王ミゲル1世とその妃であるレーヴェンシュタイン＝ヴェルトハイム＝ローゼンベルク侯女アーデルハイトの次女としてクラインホイバッハで生まれた。父ミゲルは、姪にあたるポルトガル女王マリア2世と王位を争って敗北した経緯から、一家はオーストリア庇護下にあった。
1873年7月、18歳で40歳のカール・ルートヴィヒと結婚する。カール・ルートヴィヒはすでに2人の妃に先立たれており、この結婚は3度目だった。
夫であるカール・ルートヴィヒは、マリア・テレサにしばしば怒りと嫉妬を向け、この結婚生活はマリア・テレサにとって不幸なものであった。このような状況にもかかわらず、マリア・テレサは夫が2度目の妃マリア・アンヌンツィアータとの間にもうけた子どもたちを熱心に世話し、良き継母となった。フランツ・フェルディナント大公をはじめ、継子たちはマリア・テレサを慕ったという。
穏やかな気性のマリア・テレサは、義理の兄に当たる皇帝フランツ・ヨーゼフ1世に好かれ、たびたび宮殿に呼ばれては老齢の皇帝の話し相手となっていた。のち、皇太子となったフランツ・フェルディナントが、身分の低い貴族出身であるゾフィー・ホテクと結婚するに当たり、激高した皇帝をなだめ、渋々ながら結婚に同意させたのは、マリア・テレサの仲介があったためとも言われた。
義理の孫の一人がのちの皇帝カール1世で、マリア・テレサの元を訪問していた時にカールが会ったのが、のちの皇后、パルマ公女ツィタ（マリア・テレサの妹マリア・アントニアの娘）であった。

## 子女
- マリア・アンヌンツィアータ（1876年 - 1961年）
- エリーザベト・アマーリエ（1878年 - 1960年） - リヒテンシュタイン侯子アロイスと結婚。リヒテンシュタイン侯フランツ・ヨーゼフ2世の母。